# Фигурный (остров)
Фигу́рный — остров архипелага Седова в составе архипелага Северная Земля. Административно расположен в Таймырском Долгано-Ненецком районе Красноярского края.
Расположен в восточной части архипелага и в западной части Северной Земли в целом. К западу от острова Фигурного лежат острова Средний и Стрела на расстоянии 1,3 километра и 300 метров соответственно, к востоку — остров Восточный, с которым остров Фигурный соединён длинной (9 километров) и очень узкой (около 250 метров) полосой суши. Хотя на некоторых картах острова изображены раздельными, на самом деле они фактически являются одним сдвоенным островом.
Имеет форму полумесяца с длинным узким выступом на запад в южной части. Протяжённость с запада на восток — 12 километров, с юга на север — около 8 километров, ширина в средней части — около 3 километров. Общая протяжённость береговой линии — порядка 45 километров. Изгиб острова образует бухту Славную глубиной до 19 метров. Берега по большей части обрывистые, высотой от 3-5 метров в районе бухты до 6-13 метров на северном и южном побережье. На острове находятся четыре возвышенности, высотой 16 метров на северо-востоке, 21 метр на севере, 42 метра на западе и 49 (наивысшая точка острова) в юго-восточной части. С северо-восточной, западной и юго-восточной возвышенностей стекают небольшие ручьи. По всей территории разбросаны небольшие озёра, в основном бессточные. Вдоль южного берега — каменистые россыпи. Растительность представлена в первую очередь мхами и лишайниками.
Самая западная точка острова — мыс Македонского, назван в честь советского полярного гидрографа А. П. Македонского (1916—1973).